# 白瀛
白瀛（？—1779年），字寰九，號素庵，山西興縣人，清朝官員。

## 生平
白瀛為乾隆二年（1737年）進士，改庶吉士，散館授翰林院編修，《四庫全書》有其序。乾隆十二年（1747年）他前往台灣擔任巡台御史。任內對軍事內政多所革新，因此留任至乾隆十四年（1749年）。後歷任福建，四川等地御史。乾隆四十四年（1779年），他調回北京高升刑部侍郎，卒於任內。